# A Time for Choosing
A Time for Choosing (Um Tempo para Escolher), também conhecido como The Speech (O Discurso),  foi um discurso feito durante a eleição presidencial dos Estados Unidos em 1964 pelo futuro presidente Ronald Reagan em apoio ao candidato Republicano Barry Goldwater.

## Contexto
Existem muitas versões do discurso, uma vez que foi alterado ao longo de muitas semanas. Ao contrário da crença popular, não foi feito na Convenção Nacional Republicana de 1964 em São Francisco como um discurso de nomeação do senador Barry Goldwater como o candidato a presidência. Foi o ex-vice-presidente Richard Nixon quem proferiu o discurso de nomeação de Goldwater. Reagan, embora fez campanha para Goldwater, não usou o "A Time for Choosing" antes de 27 de outubro de 1964. Em sua autobiografia, Reagan afirmou que foi para a cama naquela noite "esperando não ter deixado Barry para baixo".
Discursando para Goldwater, Reagan enfatizou sua crença na importância de um governo pequeno. Neste discurso, revelou sua motivação ideológica: "Os Pais Fundadores sabiam que um governo não pode controlar a economia sem controlar as pessoas. E eles sabiam que quando um governo se prepara para fazer isso, deve usar a força e a coerção para alcançar o seu objetivo. Chegamos ao momento da escolha". Também declarou que "Você e eu dissemos que devemos escolher entre uma esquerda ou direita, mas eu sugiro que não existe tal coisa como uma esquerda ou direita. Há apenas um para cima ou para baixo. Até o antigo sonho do homem – a liberdade máxima individual consistente com a ordem – ou para baixo com o formigueiro do totalitarismo".

## Consequências
O discurso arrecadou um milhão de dólares para a campanha de Goldwater e é considerado o evento que lançou a carreira política de Reagan. Logo depois, Reagan concorreu ao governo da Califórnia e foi eleito. Até hoje, este discurso é considerado um dos mais eficazes já feito em nome de um candidato. No entanto, Barry Goldwater perdeu a eleição por uma das maiores margens da história.

## Leitura futura
- Bimes, Terri. "Ronald Reagan and the New Conservative Populism." (Institute of Governmental Studies, 2002). online
- Friedenberg, Robert V. (2002). Notable Speeches in Contemporary Presidential Campaigns. [S.l.]: Greenwood. p. 143ff
- Kiewe, Amos, Davis W. Houck, and Davis L. Houck. A shining city on a hill: Ronald Reagan's economic rhetoric, 1951-1989 (Greenwood, 1991)
- Perlstein, Rick (2009). Before the Storm: Barry Goldwater and the Unmaking of the American Consensus. [S.l.]: Nation Books. p. 509ff
- Ritter, Kurt W. "Ronald Reagan and 'the speech': The rhetoric of public relations politics." Western Journal of Communication (1968) 32#1 pp: 50-58.